# Rio São Marcos
Rio São Marcos är ett vattendrag i Brasilien. Det ligger i den sydöstra delen av landet, 280 km söder om huvudstaden Brasília.
Omgivningarna runt Rio São Marcos är huvudsakligen savann. Runt Rio São Marcos är det mycket glesbefolkat, med 7 invånare per kvadratkilometer.